# Cementiri de Collserola
El Cementiri de Collserola o Cementiri del Nord és el més modern i extens dels cementiris de Barcelona, tot i estar ubicat al municipi de Montcada i Reixac (Vallès Occidental).
Es plantejà al final dels anys seixanta, quan el Cementiri de Montjuïc estava arribant als seus límits d'ocupació i esgotant-se la capacitat d'amplicació. El terme municipal de Barcelona ja no disposava d'espai per a construir un gran cementiri i es va decidir de fer-lo a la serra de Collserola, als termes municipals de Montcada i Reixac i Cerdanyola. Fou inaugurat el 27 de juny de 1972.

## Descripció
Ocupa 170 hectàrees al bell mig dels boscos de la serralada, parc natural. La ubicació fa que el projecte sigui el d'un cementiri molt obert, amb poca densitat (86.098 sepultures, però amb possibilitats d'ampliació) i àmplies zones verdes i de boscos i jardins entre els enterraments. Té ordenació ortogonal, amb 18 agrupacions de blocs de nínxols de cinc pisos, en illes de tres o quatre blocs i tombes a terra, però sense panteons ni construccions diferenciades ni ostentoses. La decoració és funcional i senzilla.
Té recintes per a enterraments jueus i musulmans. Hi ha crematori i tanatori. L'extensió i ubicació fa que només s'hi pugui arribar amb cotxe o autobús.

## Enterrats famosos
Entre les persones que s'hi han enterrades hi ha (per ordre cronològic de mort):
- 148 jueus dels segles xiv i xv, morts i enterrats a Tàrrega (en 2007, les restes trobades en el lloc de l'antiga necròpolis jueva de Tàrrega foren portades al recinte jueu de Collserola)
- Lluís Garcia i Oliver (Manises, València, 1907 - Barcelona, 1977), pintor[2]
- Carles Buïgas i Sans (Barcelona, 1898 - Cerdanyola del Vallès, 1979), arquitecte, enginyer i luminotècnic
- Osvaldo Lamborghini (Buenos Aires, 1940 - Barcelona, 1985), escriptor i artista (columbari)
- Carme Carbonell i Nonell (Barcelona 1900 - 1988), actriu
- Albert Pérez i Baró (Barcelona 1902 - 1989), escriptor i sindicalista
- Xavier Benguerel i Llobet (Barcelona, 1905-1990), novel·lista i traductor
- Maria Aurèlia Capmany i Farnés (Barcelona, 1918 - 1991), escriptora i feminista (Columbari, agrupació 1a, núm. 875, pis 2n)
- Lluís Casassas i Simó (Sabadell, 1922 - Barcelona, 1992), geògraf
- Alberto Cardín (Villamayor 1948 - Barcelona 1992), antropòleg i escriptor asturià
- Juan Basilio Gómez (Jerez de la Frontera, 1896 - Barcelona, 1993), dibuixant, il·lustrador i editor, fundador de l'Editorial Leda[cal citació]
- Emilia Clement (Francesca Cañada Clement) (València, 1903 - Barcelona, 1993), actriu[cal citació]
- Santiago Colomer Lluesma (València, 1910 - Barcelona, 1993), violinista.[cal citació]
- Josep Escobar i Saliente (Barcelona, 1908 - 1994) historietista i ninotaire
- Nèstor Luján Fernández (Mataró, 1922 - Barcelona, 1995), periodista, gastrònom i escriptor (agrup. 9, nínxol especial 17690, pis 1r)
- Vicent Lluch i Tamarit (València, 1922 — Barcelona, 1995), director cinematogràfic
- Jaume Perich i Escala, Perich (Barcelona, 1941 – Mataró, 1995), humorista gràfic i escriptor
- Miquel Arimany i Coma (Barcelona, 1920 - 1996), escriptor i editor
- Francesc Català-Roca (Valls, 1922 - Barcelona, 1998), fotògraf
- Antonio Vargas (Melilla, 1938? - Barcelona, 1998), artista de music-hall[cal citació]
- Jep Nuix i Julivert (Barcelona 1955 - 1998), compositor i flautista
- Joan Pich Santasusana (Sant Andreu de Palomar, 1911 - Badalona, 1999), músic
- Emili Vendrell i Coutier (Barcelona, 1924 - 1999), cantant de música popular (incinerat)
- Trini Alonso (Santander, 1923 - Barcelona, 2000), actriu[cal citació]
- María Yáñez García, la Bella Dorita (Cuevas del Almanzora, Almeria 1901 - Barcelona, 2001), vedet
- Joan Grijalbo i Serres (Gandesa, Terra Alta, 1911 – Barcelona, 2002), editor
- Manuel Vázquez Montalbán (Barcelona, 1939 - Bangkok, 2003), escriptor i periodista
- Alejandro Ulloa (Madrid, 1910 - Barcelona, 2004), actor, doblador i director de teatre i cinema
- José Antonio de la Loma Hernández (Barcelona, 1924 - 2004), director i guionista de cinema
- Aureli Jordi Dotras (Barcelona, 1932 - 2004), músic publicitari, autor de la cançó del Cola-cao (agrup. 9, núm. 20612)[cal citació]
- Gustau Gili i Torra (Barcelona, 1935 - 2008), editor
- Albert Ràfols-Casamada (Barcelona, 1923 – 2009), poeta i pintor
- Pere Català i Roca (Valls, 1923 - Barcelona, 2009), fotògraf i historiador
- José María Nunes (Faro, Portugal, 1930 − Barcelona, 2010), cineasta i escriptor
- Sven Hassel (Frederiksborg, Dinamarca, 1917 - Barcelona, 2012), novel·lista danès
- Antoni Tàpies i Puig (Barcelona, 1923 – 2012), pintor, escultor i teòric de l'art
- Josep Guardiola Díaz de Rada (Barcelona, 1930 - 2012), cantant, saxofonista i violinista
- Joan Boix (Barcelona, 1947 - 2012), cantant folk
- José Luis Barcelona (Borja, 1932 - Barcelona, 2017) periodista, locutor de televisió.
- Jordi Carrió i Figuerola (Barcelona, 1949 - 2018), poeta i gestor cultural català.
- Madalena Iglésias (Lisboa, 1939-Barcelona, 2018), cantant i actriu portuguesa.